# Финнёй
Финнёй (норв. Finnøy) — бывшая коммуна в губернии Ругаланн в Норвегии. Административный центр коммуны — город Юдаберг. Официальный язык коммуны — нюнорск. Население коммуны на 2016 год составляло 3221 человек. Площадь коммуны Финнёй — 104,34 км², код-идентификатор — 1141.
1 января 2020 года коммуна была упразднена и поглощена коммуной Ставангер.

## История населения коммуны
Население коммуны за последние 60 лет.

Статистика коммуны Финнёй